# Roy Hudd
Roy Hudd (Croydon, 16 maggio 1936 – Londra, 15 marzo 2020) è stato un attore e comico britannico.

## Biografia
È noto soprattutto come interprete di musical a Londra, tra cui Olivier! (1977), Underneath the Arches (1982), A Funny Thing Happened on the Way to the Forum (1999), My Fair Lady (2009) e Follies (2015). Per la sua interpretazione in Underneath the Arches ha vinto il Laurence Olivier Award al miglior attore in un musical.
È morto il 15 marzo 2020.

## Filmografia
- Mostro di sangue (The Blood Beast Terror), regia di Vernon Sewell (1968)
- L'amore e la vita (Call the midwife), regia di Heidi Thomas  (2011)